# Escut de Riudecanyes

Escut oficial de Riudecanyes

L'escut oficial de Riudecanyes té el següent blasonament:
Escut caironat d'or, 5 canyes de sinople sostingudes sobre un peu de sinoplemb una faixa ondada d'atzur rivetada d'argent. L'escut acoblat d'un bordó de prior d'or posat en pal darrere l'escut i timbrat amb una corona de baró.

## Història
Va ser aprovat el 2 d'octubre del 1997.
Escut parlant, referit al nom de la localitat: s'hi veu un riu, amb unes canyes a sobre. La vila fou el centre de la baronia d'Escornalbou des de 1387 (ho recorda la corona al capdamunt de l'escut). El bordó de prior del darrere fa referència al monestir de Sant Miquel d'Escornalbou, al qual pertanyia la baronia.